# Axiocerses jacksoni
Axiocerses jacksoni is een vlinder uit de familie van de Lycaenidae. De wetenschappelijke naam van de soort is voor het eerst geldig gepubliceerd in 1948 door Stempffer.